# La Poste du Bénin
La Poste du Bénin ist die Post des westafrikanischen Staates Benin.

## Geschichte
In der Selbstdarstellung führt La Poste du Bénin seine Wurzeln auf das Jahr 1890 und das erste Postamt des Landes in Porto-Novo zurück. Eingerichtet wurde der Dienst Postes, Télégraphes et Téléphones (PTT) von Victor Ballot, um den Bedarf an Kommunikation zwischen Frankreich und seiner damaligen Kolonie Dahomey zu decken. Nach und nach wurde der öffentliche Dienst der PTT auf Küstenstädte wie Ouidah und Grand-Popo sowie Städte im Landesinneren ausgedehnt. Nach der Etablierung der Republik Dahomey Ende 1958 behielt der neue Staat den Dienst bei. Mit dem Gesetz Nr. 59-32 vom 19. Dezember 1959 erhielt die Post mit Office des Postes et Télécommunications (OPT) einen neuen Namen. Das Ende als Staatsunternehmen folgte 2004, als die damalige Regierung die Aufspaltung der OPT in einen Postbereich (La Poste du Bénin S.A.) und einen Telekommunikationsbereich (Bénin Télécoms S.A.).
Seit dem 27. April 1961 ist Benin Mitglied des Weltpostvereins.

## Galerie

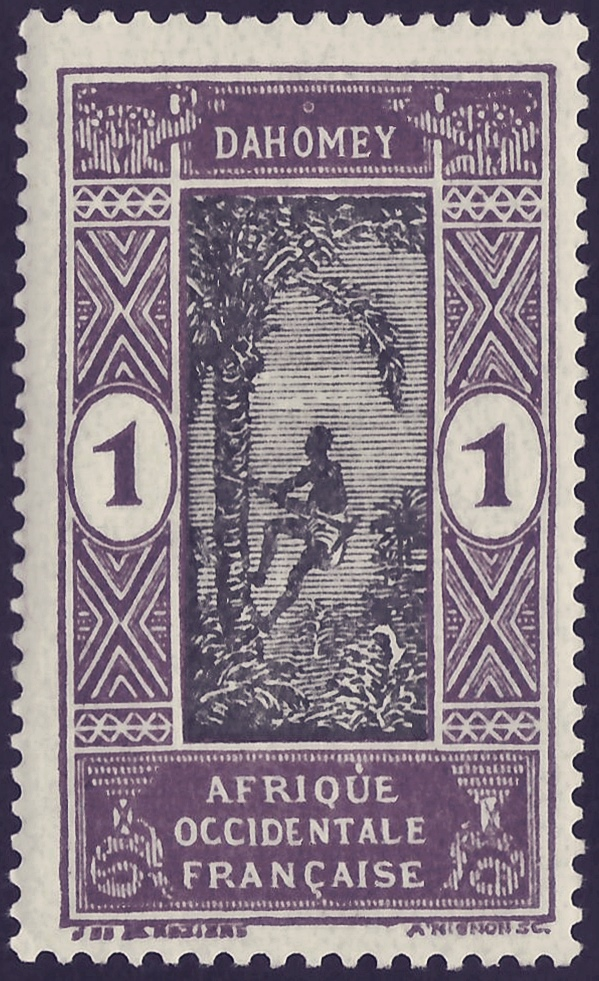
Briefmarke von 1913
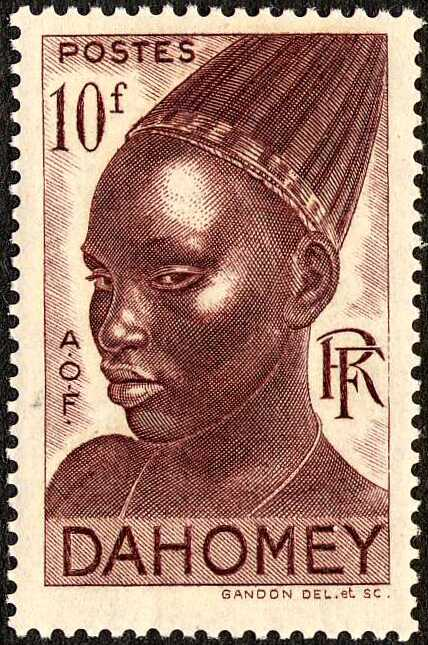
Briefmarke von 1940
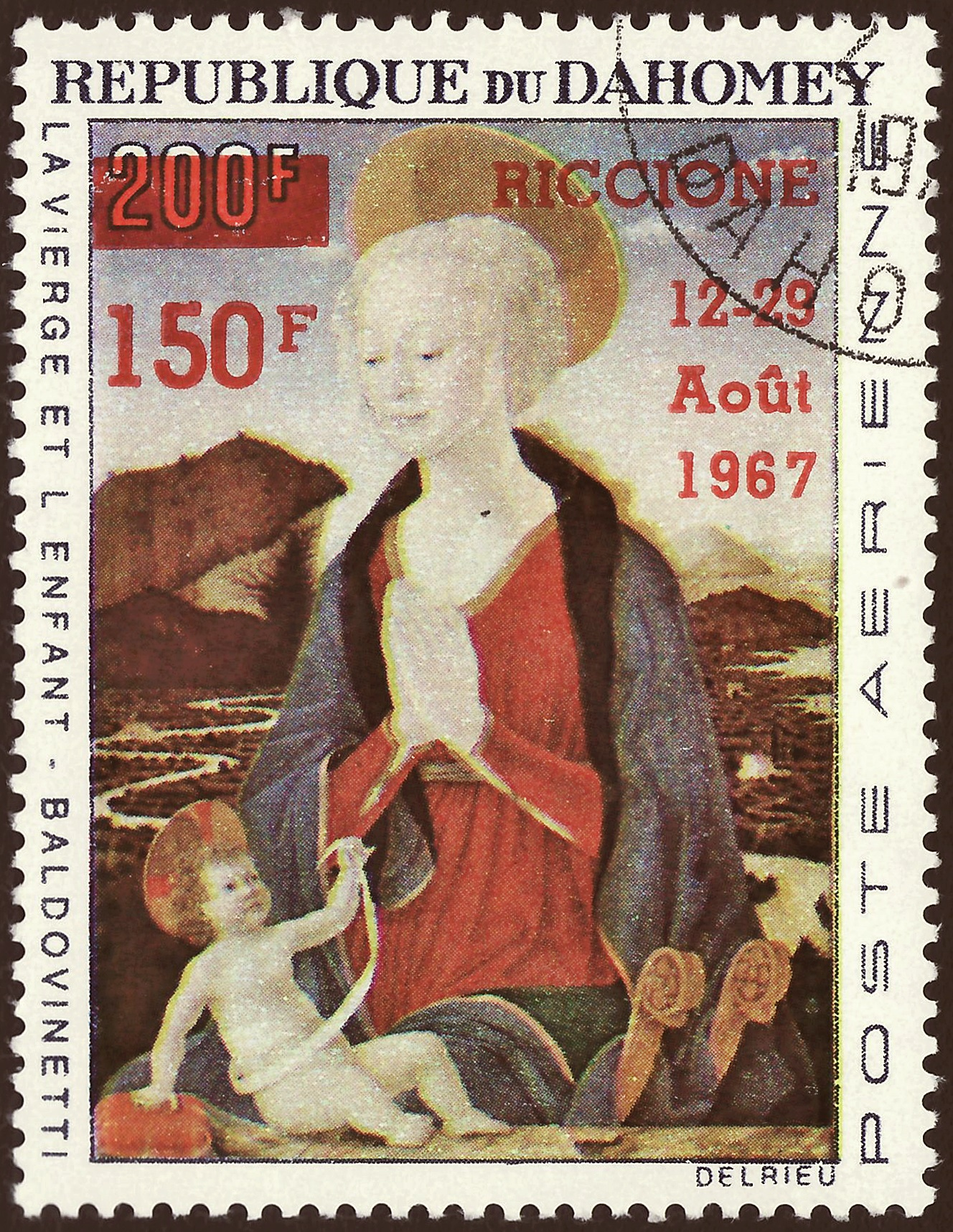
Briefmarke von 1967